# Масло шиповника

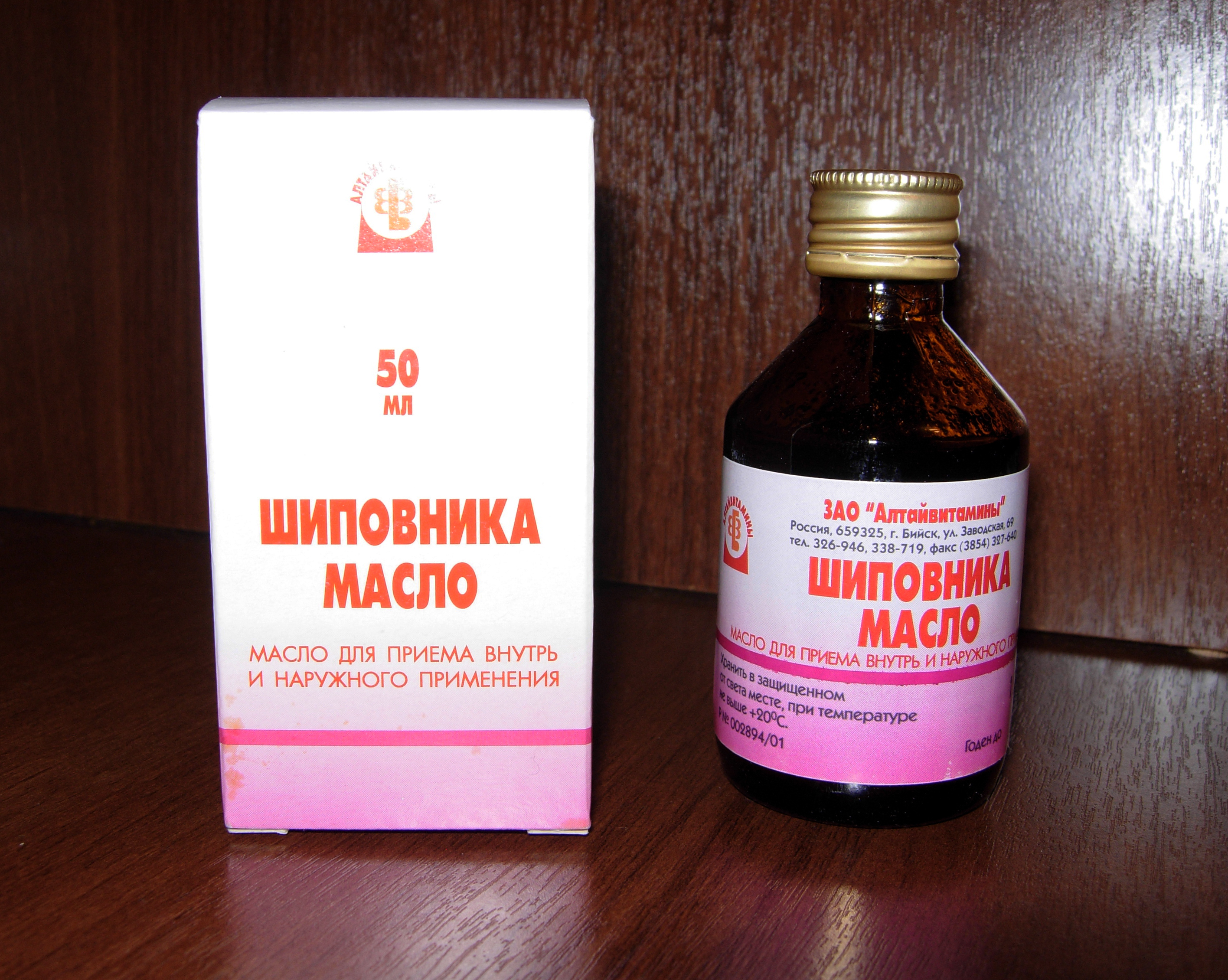
Масло шиповника (лекарственный препарат)

Масло шиповника (Оleum Rosae) — растительное масло из плодов шиповника. Применяется в медицине как ранозаживляющее средство: для заживления неглубоких трещин, ссадин сосков у кормящих женщин, пролежнях, дерматозах, трофических язвах, а также при озене. В составе клизм используется при неспецифическом язвенном колите. Иногда употребляется в пищу.

## Получение
Масло шиповника получают из его мелко измельчённых семян экстракцией органическими растворителями.

## Свойства
Маслянистая жидкость оранжевого или бурого цвета с зеленоватым оттенком. Обладает горьковатым вкусом и специфическим запахом. Содержит насыщенные и ненасыщенные (линолевая, линоленовая) жирные кислоты, каротиноиды, токоферолы, витамин C.
Обладает следующими фармакологическими свойствами: регенерирующим, витаминным, метаболическим, адаптогенным, общетонизирующим. Широко используется также в  косметологии и кулинарии.